# Felix Czeike
Felix Czeike (né le 21 août 1926 à Vienne et mort le 23 avril 2006 à Meran) est un historien et éducateur populaire autrichien. Il est l'auteur et en partie aussi l'éditeur de nombreuses publications sur l'histoire de la ville de Vienne et est, entre autres, directeur des Archives de la ville et de l'État de Vienne (de). Son ouvrage principal est le Historisches Lexikon Wien (de) en six volumes.

## Biographie
Né dans le 10e arrondissement de Vienne, Favoriten, Felix Czeike étudie l'histoire, la géographie, l'allemand et l'histoire de l'art à l'Université de Vienne et obtient son doctorat en philosophie en 1950. À partir de 1954, il travaille aux Archives de la ville et de l'État de Vienne et en reprend la direction en 1976, jusqu'à sa retraite en 1989. En 1977, il fonde la branche viennoise de l'Institut Ludwig-Boltzmann (de) pour la recherche en histoire urbaine, qui est intégrée aux archives de la ville et de l'État et qu'il dirige jusqu'à sa mort. De 1993 à 2003, il est président de l'Association d'histoire de la ville de Vienne (de). En 1979, il est nommé professeur extraordinaire à l'Université de Vienne et en 1985, le président fédéral lui décerne le titre de conseiller de la Cour
Même après sa retraite, Czeike se consacre à l'histoire de la ville de Vienne. Son ouvrage principal est le Historische Lexikon Wien en six volumes, publié entre 1992 et 2004, avec environ 3 700 pages et 30 000 mots-clés, qui est considéré comme un ouvrage standard sur l'histoire de Vienne et est généralement simplement appelé der Czeike dans les cercles spécialisés. Le « Große Groner Wien Lexikon » publié par Czeike en 1974 peut être considéré comme une étape préliminaire, dont la partie topographique remonte à « Wien wie es war » de Richard Groner (de) (édité plus tard par Otto Erich Deutsch). Il fait également appel aux ressources humaines des Archives de la ville et de l'État de Vienne et emploie une équipe d'experts avec lesquels il a accumulé des connaissances spécialisées sur Vienne. Le lexique est mis à disposition en ligne sous forme numérique en 2014 par la ville de Vienne et sert également de base de données pour le Wiki historique de Vienne (de).
Le 23 avril 2006, Felix Czeike décède subitement lors d'un séjour à Merano. Il est enterré dans une tombe honorifique au cimetière d'Hernals (de) (groupe 14, numéro 23).
L'œuvre de sa vie comprend de nombreux livres et des centaines d'autres publications, qui traitent principalement de l'histoire de la ville de Vienne.
En 2016, la Czeikestraße est nommée en son honneur dans le 10e arrondissement de Vienne, Favoriten

## Honneurs
- 1986 : Médaille d'honneur d'or pour services rendus à l'État de Vienne (de)
- 1990 : Croix d'honneur autrichienne de science et d'art de 1re classe (de)
- 1993 : Médaille d'or du Mérite de l'État de Haute-Autriche (de)
- 1994 : Grande décoration d'honneur pour services rendus à la République d'Autriche [7]
- 1996 : Médaille d'honneur d'or de la capitale fédérale de Vienne (de)
- 2002 : Prix de la ville de Vienne d'éducation populaire (de)

## Œuvres (sélection)
- Ernestine Krug, Felix Czeike (dir.), Das große Groner Wien Lexikon. Molden, Vienne, 1974,  (ISBN 3-217-00293-8) (als Grundlage für den topographischen Teil diente das Werk von Richard Groner et Felix Czeike: Wien wie es war. Molden, Vienne, 1965).
- Wien und seine Bürgermeister. 7 Jahrhunderte Wiener Stadtgeschichte. Vienne, 1974.
- Die Kärntner Straße. Vienne, 1975.
- Wien. Kunst- und Kultur-Lexikon. Munich, 1976.
- Unbekanntes Wien. 1870–1920. Lucerne, 1979.
- Geschichte der Stadt Wien. Molden, Vienne / Munich / Zurich, 1981, 1984,  (ISBN 3-217-00630-5).
- Das Dorotheum. Vom Versatz- und Fragamt zum modernen Auktionshaus. Jugend und Volk, Vienne / Munich, 1982,  (ISBN 3-224-16009-8) /  (ISBN 3-224-10450-3).
- Wiener Bezirkskulturführer: I. Innere Stadt. Jugend und Volk, Vienne / Munich, 1983,  (ISBN 3-224-16246-5).
- Wien. Geschichte in Bilddokumenten, Beck, Munich, 1984,  (ISBN 3-406-09584-4).
- Historisches Lexikon Wien. Band 1–5 und Ergänzungsband, Kremayr & Scheriau, Vienne, 1992–2004,  (ISBN 3-218-00543-4) /  (ISBN 3-218-00544-2) /  (ISBN 3-218-00545-0) /  (ISBN 3-218-00546-9) /  (ISBN 3-218-00547-7) /  (ISBN 978-3-218-00741-2) (Ergänzungsband 2004); 2., aktualisierte und erweiterte Auflage 2004,  (ISBN 978-3-218-00740-5) (online bei Wienbibliothek).
- Wien. Kunst, Kultur und Geschichte der Donaumetropole. DuMont, Cologne, 1999,  (ISBN 3-7701-4348-5).
- Geschichte der Wiener Apotheken. Die Apotheken im heutigen ersten Wiener Gemeindebezirk (= Forschungen und Beiträge zur Wiener Stadtgeschichte. Band 50). StudienVerlag, Innsbruck-Vienne-Bozen, 2010,  (ISBN 978-3-7065-4952-3).